# Liste der Bürgermeister von Oudshoorn
Dieses ist die Liste der Bürgermeister von Oudshoorn in der niederländischen Provinz Südholland bis zur Auflösung der Gemeinde am 1. Januar 1918.
| Amtszeit  | Name                                           | Partei oder Strömung | Anmerkungen |
| --------- | ---------------------------------------------- | -------------------- | --- |
| 1825–1848 | Leendert Kalkoven                              |                      | |
| 1848–1859 | Johan Hendrik Verboom van Reede van Oudtshoorn |                      | |
| 1859–1866 | J. W. Rösener Manz                             |                      | später Bürgermeister von Delfshaven |
| 1866–1879 | jhr Frederik de Charon de St. Germain          |                      | |
| 1879–1886 | Christiaan Jan van Eeghen                      |                      | später Bürgermeister von Putten |
| 1886–1903 | Jacobus Willem Cornelis Bloem                  |                      | später Bürgermeister von Stad Hardenberg |
| 1903–1908 | Jacobus de Lange                               |                      | später Bürgermeister von Nijkerk |
| 1909–1916 | Willem Laurens ten Harmsen van der Beek        |                      | vorher Distriktskommissar in Suriname und Inspekteur der Polizei in Rotterdam |
| 1916–1917 | Carl Wilhelm Christiaan Theodoor Visser        |                      | kommissarisch, vorher Bürgermeister von Hemelumer Oldeferd und Wonseradeel, während seiner Amtszeit auch Bürgermeister von Alphen, anschließend später Bürgermeister von Alphen aan den Rijn |